# Lijst van burgemeesters van Beemster
Dit is een lijst van burgemeesters van de voormalige Nederlandse gemeente Beemster in de provincie Noord-Holland. De gemeente werd op 1 januari 2022 toegevoegd aan de gemeente Purmerend.
| Ambtsperiode | Naam burgemeester           | Partij of stroming | Bijzonderheden                    |
| ------------ | --------------------------- | ------------------ | --------------------------------- |
| 1811 - 1815  | Hermanus Borghorst          |                    |                                   |
| 1817 - 1836  | Klaas Kunst                 |                    | Vanaf 1815 waarnemend             |
| 1837 - 1853  | Cornelis Boom jr.           |                    | Tevens notaris                    |
| 1853 - 1876  | Cornelis Hartog (1810-1876) |                    |                                   |
| 1876 - 1896  | Hendrik Scheringa Azn       |                    |                                   |
| 1896 - 1904  | Klaas Edel Jbzn             |                    |                                   |
| 1905 - 1923  | Jan Koopman                 |                    |                                   |
| 1923 - 1932  | Willem de Geus              |                    |                                   |
| 1932 - 1939  | Pieter Kikkert              |                    |                                   |
| 1939 - 1943  | Willem C. Ninaber           |                    | Ontslagen door de Duitse bezetter |
| 1943 - 1945  | Meinte van der Kuur         | NSB                |                                   |
| 1945 - 1948  | Willem C. Ninaber           |                    | Na de bevrijding in ere hersteld  |
| 1948 - 1961  | Johannes A. Pesman          | VVD                |                                   |
| 1961 - 1979  | Floris Kloeke               | VVD                |                                   |
| 1979 - 1998  | Wim Cattel                  | VVD                |                                   |
| 1998 - 2002  | Erik Postma                 | D66                |                                   |
| 2003 - 2015  | Harry Brinkman              | CDA                | [ 1 ]                             |
| 2015 - 2020  | Joyce van Beek              | CDA                | [ 2 ]                             |
| 2020 - 2021  | Karen Heerschop             | partijloos         | waarnemend                        |